# Abdelghani Hamel
Pour les articles homonymes, voir Hamel.
 (avril 2012).
Si vous disposez d'ouvrages ou d'articles de référence ou si vous connaissez des sites web de qualité traitant du thème abordé ici, merci de compléter l'article en donnant les références utiles à sa vérifiabilité et en les liant à la section « Notes et références ».
Abdelghani Hamel (en arabe : عبدالغني هامل), né le 3 juillet 1955 à Sabra dans la wilaya de Tlemcen, est un militaire algérien, général-major,

## Biographie
Titulaire d’un diplôme d'ingénieur en Informatique et Organisation au Centre d'études et de recherches en informatique (CERI) et d’un magistère en études stratégiques et relations internationales, il a suivi plusieurs formations militaires dont le cours d’état-major et le cours supérieur de guerre en Égypte.[réf. nécessaire]

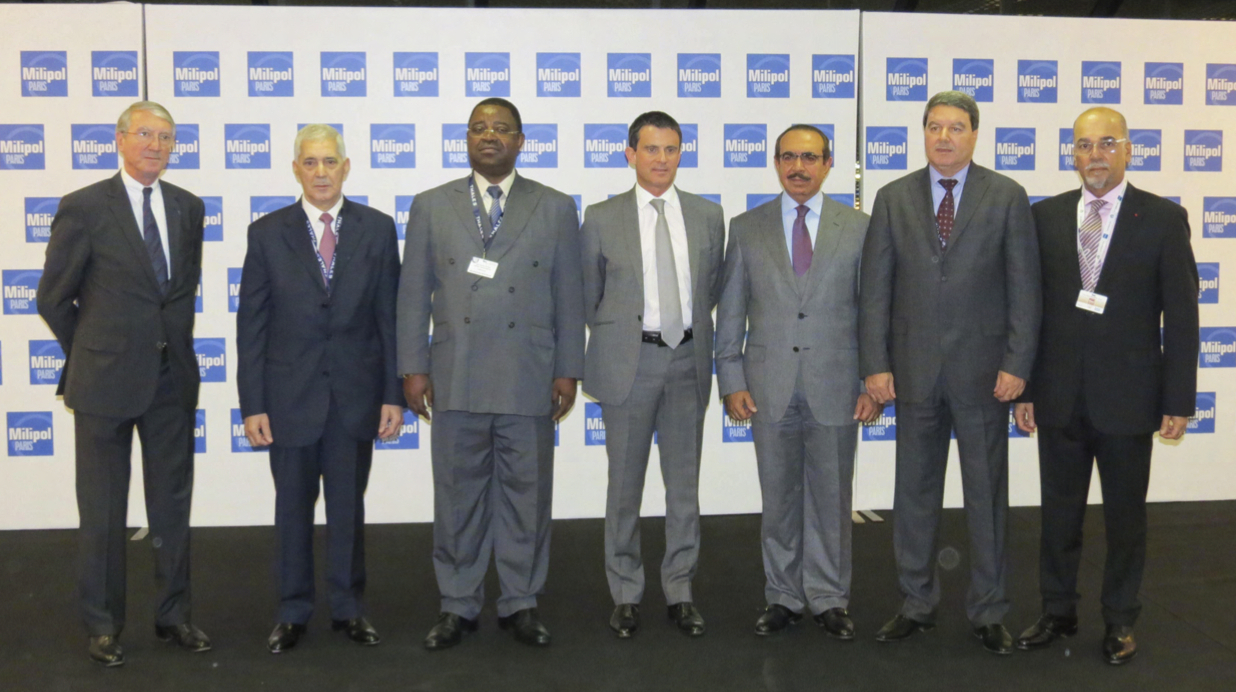
Abdelghani Hamel, le deuxième à droite, au Salon international Milipol Paris réservé aux professionnels du secteur de la sécurité intérieure des États.

Abdelghani Hamel a fait une carrière de 37 ans dans l’ANP, dans le corps de la Gendarmerie nationale. Tout d’abord chef d’état-major du 6e commandement régional de la Gendarmerie nationale de Tamanrasset, il a été en fonction à Ghardaïa. Puis, il a été chef de la division de la Sécurité publique du commandement de la Gendarmerie nationale à Alger. En 2004-2005, il a occupé le poste de commandant régional de la Gendarmerie nationale à Oran. Enfin, il a été pendant trois ans à la tête du groupement des gardes-frontières (GGF).
En 2008, le président Abdelaziz Bouteflika le nomme commandant de la Garde républicaine, poste qu'il occupe de 2008 à 2010, année où il est également promu général-major.
Le 7 juillet 2010, il est nommé chef de la police (DGSN) par le président Bouteflika, succédant ainsi au colonel Ali Tounsi,.
Abdelghani Hamel a effectué plusieurs réformes, notamment au niveau de la professionnalisation du métier de gardien de la paix mais également par le biais de plusieurs actions ayant pour but de rétablir la proximité et le lien entre les forces de l’ordre et le citoyen algérien.[réf. nécessaire]

### Limogeage
Le 26 juin 2018, un décret présidentiel mettant fin aux fonctions de Hamel à la tête de la DGSN le remplace par le colonel Mustapha El-Habiri. 
En 2020, dans un procès impliquant Abdelghani Hamel, ses avocats affirment que depuis le début de l'affaire des 701 kilos de cocaïne saisis en 2018 à Oran, le général Ghali Belkecir a mené « une guerre » contre Abdelghani Hamel et ses proches. Abdelghani Hamel ne serait pas directement impliqué dans ce trafic, selon l'enquête, mais son chauffeur personnel était en lien avec Kamel Chikhi le principal inculpé dans ce dossier. Par ailleurs, Abdelghani Hamel et cinq membres de sa famille sont poursuivis pour corruption et enrichissement illicite.
Pour le politologue Hasni Abidi cette arrestation d'Abdelghani Hamel relève de « la guerre de succession qui se joue en coulisse dans une ambiance de fin de règne ». Pour sa part le journaliste algérien Mohamed Khadir estime qu'il s'agit d'une guerre « non pas entre clans mais au sein du même clan », celui dévoué à Abdelaziz Bouteflika.

### Condamnations
Le 27 avril 2019, il est convoqué par la Justice, ainsi que son fils, pour « activités illégales, trafic d’influence, détournement de foncier et mauvaise utilisation de la fonction ».
Le 4 juillet 2019, Abdelghani Hamel et deux de ses enfants, sont convoqués devant le tribunal de Sidi M'Hamed, entendus pour des affaires de détournement de foncier et d'enrichissement illicite. Auditionnés jusqu'à minuit par un juge d'instruction, ils sont placés sous mandat de dépôt et transférés à la prison d'El-Harrach dans l'attente de leurs procès.
Le 1er avril 2020, Abdelghani Hamel est condamné à  15 ans de prison et à une forte amende dans plusieurs affaires de corruption, principalement liées au « blanchiment d’argent, à l'enrichissement illicite, au trafic d’influence et à l'obtention de fonciers par des moyens illégaux ». Cette peine est réduite en appel à 12 ans de prison. Ses enfants Amiar, Chafik, Mourad et Chahinaz sont respectivement condamnés à dix ans, huit ans, sept ans et trois ans de prison ainsi qu'à des amendes. Ces peines sont respectivement réduites en appel à 8 ans, 6 ans, 5 ans et 1 an (et une année avec sursis). Son épouse, Annani Salima, est condamnée à deux ans de prison. Les sociétés de la famille d’Abdelghani Hamel sont condamnées à une forte amende et à la « confiscation de tous les biens et biens meubles ».
Le 4 juin 2020, il est à nouveau condamné à 12 ans de prison pour « détournement de foncier agricole et trafic d'influence ». Son fils Chafik est condamné à trois ans de prison. Le tribunal prononce la nullité des poursuites en avril 2022.
Dans une autre affaire, il est condamné le 26 juin 2020 à quatre ans de prison pour « abus de fonction et blanchiment d’argent public pour le financement de groupes terroristes, sous couvert d’achat de biens immobiliers ». Il est acquitté le 7 novembre 2021 lors du procès en appel.
Le 14 octobre 2020, dans une affaire mettant en cause Nachinachi Zoulikha, alias Mme Maya, (qui se présentait par ailleurs comme étant la fille cachée de l’ancien président Bouteflika), il est condamné à 10 ans de prison, peine confirmée en appel le 31 décembre 2020,.
En 2021, ses biens sont confisqués.